# 釋寬濟
釋寬濟法師（1952年—），佛教真言宗法界圓融派創始人，創立香港圓融佛學院，生於中國廣東省潮州市，漢傳佛教比丘及東密真言宗傳法阿闍黎，為天臺宗四十六代法嗣、華嚴宗四十二代法嗣、慈恩宗四十二代法嗣、高野山真言宗五十三代傳法阿闍黎 。法師把已失傳於中國漢地的密宗密法，由日本高野山再傳承回到漢地，且避免受到日本出家僧人可飲酒吃肉、結婚生子、繼承寺產的弊端所影響，並恢復了漢地佛教出家僧眾的本有戒律，進而復興發揚漢地唐密為其使命。
法師提供出家僧侶與在家居士的學員們以『網路佛學院』的影音教學 ，學習顯教與密宗的各種法門，用免費及便利的方式進行教導。

## 法師生平
寬濟法師1985年於西方寺 依永惺長老剃度出家，在香港寶蓮禪寺受三壇大戒，其後到台灣入讀台中南普陀佛學院，畢業之後 任職該佛學院監學及教授之職務。
1993年返回香港，先後創建妙宗寺、香光精舍及蓮池淨苑三個佛教道場，並接法於永惺法師為天台宗46代法嗣，接道宣法份法為華嚴42代法嗣及慈恩宗〔唯識〕42代法嗣，又遠赴日本高野山金剛峰寺學習東密真言宗，成為高野山真言宗53代傳法阿闍黎 ，唐密漢傳穢跡金剛法門由寶霞法師傳承 。

## 復興使命
釋寬濟法師除了接下天台宗、華嚴宗、慈恩宗唯識等顯教法脈之外，還修學密宗法門，遠赴日本高野山金剛峰寺經「得度」、「受戒」、「修四度加行」及「傳法灌頂」等階段考核後，成為高野山真言宗中院流第53代傳法阿闍梨 。 
日本佛教真言宗本來傳承自中國漢地唐密法脈，但自近代起，日本出家僧眾因為受到政治力脅迫，令佛制戒律開始鬆散，為了復興在唐朝由惠果法師延續發揚的唐密傳承（唐密密法和僧眾戒律），寬濟法師始另立適合漢地大乘佛教之「唐密」流派，名為『佛教真言宗法界圓融派』。
真言宗最初經由唐代密宗惠果法師傳授給由日本留學僧 空海和尚，再由他將法脈傳承至日本，日本佛教本來與漢地佛教一樣，向以出家人為主，但當近代日本適逢「明治維新」以後，日本政府於1872年（明治五年）四月，規定僧侶可吃肉喝酒、娶妻、蓄髮，做法事以外可以穿著在家便服，同年十一月，又禁止僧侶托缽。明治天皇以政治力脅迫命令所有寺廟僧人，放棄佛制戒律，開許僧人蓄髮、喝酒吃肉、結婚生子，致使日本出家僧人儘管接受出家僧人之「三壇大戒」，身上穿著袈裟，卻仍然擁有妻兒家室，生活習慣跟在家眾無別，變得非僧非俗，此行徑一向為漢地的大乘佛教界所垢病與批評，亦為日本真言宗未能廣傳於漢地的主因。
日本佛教的住持僧人，會有寺廟資產繼承的問題，一般來說，長子繼承父親衣缽及寺廟產業，成為該寺廟的住持和尚，子承父業。所以寺廟產權是可以繼續傳給自己的兒子，住持和尚的兒子就繼續擔任該寺廟的住持，所以雖然是結婚生子、吃肉喝酒，但寺廟的住持卻仍稱自己是出家的僧人。
有鑒於中國跟日本環境有異，寬濟法師主張，為了消除因當時「明治維新」政治力脅迫僧人不守戒律所產生的弊端，故應明確分開僧、俗二眾，恢復出家人持守「佛制戒律」的傳統，這樣才能復興與發揚漢地的唐密傳承。因此，法師規定，已經出家之僧人如要修學密法，可以直接修習「四度加行」，之後便可受「傳法灌頂」弘法。而在家居士修學真言宗，可以只學習普通的「簡修儀軌」，有心潛修者，則須先受「皈依發菩提心戒」及「佛性戒」等，才可正式修習「四度加行」等密法，惟完成加行後，仍不可穿出家僧人的袈裟以僧人自居，避免與出家僧人混淆不清，亦免除在家人「帶戒犯戒」的弊病 。
法師將已失傳於中國漢地的密宗密法，由日本高野山再傳承回到漢地，且避免受到日本出家僧人可飲酒吃肉、結婚生子、繼承寺產的弊端所影響，並恢復了漢地佛教出家僧眾的本有戒律，確立僧、俗二眾的界線與本分，進而復興發揚漢地唐密為其使命。
法师目前每年均于青山莲池净院道场定期开设不同本尊的结缘灌顶法会，广弘密法渡众。

## 講經說法
- 東密【準提菩薩修法】 教授影片(字幕版) [7]
- 東密及唐密【穢跡金剛修法】 教授影片(字幕版) [8]
- 東密【藥師佛修法】 教授影片(字幕版) [9]
- 寬濟法師 佛法講座 教授影片 [10]
- 寬濟法師 25個最受歡迎講座 教授影片 [11]
- 寬濟法師 佛教青年協會 佛學進階班【教觀綱宗】共六集 教授影片 [12]

## 出版著作
- 東密【準提菩薩修法】 (實體書及電子書) 共236頁 [13]
- 編著: 準提菩薩的修法 (1999年)
- 編著: 唐密十二天神供及星供 (2019年)
- 編著: 東密星宿供的研究 ISBN 978-962-932-186-4 (2019年)
- 編著: 唐密圖解大蒙山施食說法儀 (2020年)
- 編著: 佛教大蒙山施食法彙編 ISBN 978-962-932-190-1 (2020年)
- 編著: 四加行指南(只供內部教學之用) (2020年)
- 編著: 準提菩薩修法彙編 (2020年)
- 編著: 穢跡金剛修法彙編 (2021年)
- 編著: 唐密灌頂行法彙編 (2022年)
- 編著: 唐密傳法灌頂彙編 (2023年)

## 外部連結
- 寬濟法師 圓融佛學院 （页面存档备份，存于）